# Román Casanova Casanova
Román Casanova Casanova (Deltebre, 29 agosto 1956) è un vescovo cattolico spagnolo, dal 13 giugno 2003 vescovo di Vic.

## Biografia
Román Casanova Casanova è nato a Deltebre il 29 agosto 1956.

### Formazione e ministero sacerdotale
Ha compiuto gli studi ecclesiastici nel seminario di Tortosa e ha conseguito la licenza in teologia presso la Facoltà di Teologia di Barcellona.
Il 17 maggio 1981 è stato ordinato presbitero per la diocesi di Tortosa. In seguito è stato prefetto e professore nel Collegio diocesano dell'Immacolata dal 1981 al 1984; cappellano militare dal 1984 al 1985; parroco delle parrocchie di Cabacés, La Vilella Baixa e Vinebre dal 1985 al 1987; fondatore e direttore del Movimento infantile diocesano dal 1985 al 2003; direttore spirituale del seminario diocesano dal 1987 al 1998; vicario parrocchiale della parrocchia di San Biagio a Tortosa dal 1987 al 1988; delegato diocesano per la pastorale vocazionale dal 1990 al 1998; parroco della parrocchie di Nostra Signora dell'Assunzione a Flix e di San Bartolomeo a Riba-roja d'Ebre dal 1998 al 2003 e professore presso l'Istituto superiore di scienze religiose di Tortosa. È stato anche corrispondente per la sua diocesi del settimanale di informazione religiosa Catalunya Cristiana.

### Ministero episcopale
Il 13 giugno 2003 papa Giovanni Paolo II lo ha nominato vescovo di Vic. Ha ricevuto l'ordinazione episcopale il 14 settembre successivo nella cattedrale di Vic dal cardinale Ricardo María Carles Gordó, arcivescovo di Barcellona, co-consacranti il vescovo emerito di Vic José María Guix Ferreres e il vescovo di Tortosa Javier Salinas Viñals. Durante la stessa celebrazione ha preso possesso della diocesi.
Nel marzo del 2014 ha compiuto la visita ad limina.
Il 23 agosto 2021 papa Francesco lo ha nominato amministratore apostolico di Solsona. Ha ricoperto tale ufficio fino al 12 marzo 2022.
In seno alla Conferenza episcopale spagnola è membro della commissione per l'evangelizzazione, la catechesi e il catecumenato dal marzo del 2020. In precedenza è stato membro delle commissioni per i seminari e le università dal 2002 al 2005; per la dottrina della fede dal 2005 al 2008; per le relazioni interconfessionali dal 2005 al 2017 e per la vita consacrata dal 2017 al 2020.
In seno alla Conferenza episcopale tarraconense è delegato per i rapporti con i religiosi.

## Genealogia episcopale
La genealogia episcopale è:
- Cardinale Scipione Rebiba
- Cardinale Giulio Antonio Santori
- Cardinale Girolamo Bernerio, O.P.
- Arcivescovo Galeazzo Sanvitale
- Cardinale Ludovico Ludovisi
- Cardinale Luigi Caetani
- Cardinale Ulderico Carpegna
- Cardinale Paluzzo Paluzzi Altieri degli Albertoni
- Papa Benedetto XIII
- Papa Benedetto XIV
- Papa Clemente XIII
- Cardinale Marcantonio Colonna
- Cardinale Giacinto Sigismondo Gerdil, B.
- Cardinale Giulio Maria della Somaglia
- Cardinale Carlo Odescalchi, S.I.
- Cardinale Costantino Patrizi Naro
- Cardinale Lucido Maria Parocchi
- Papa Pio X
- Cardinale Gaetano De Lai
- Cardinale Raffaele Carlo Rossi, O.C.D.
- Cardinale Amleto Giovanni Cicognani
- Cardinale Luigi Dadaglio
- Cardinale Ricardo Maria Carles Gordó
- Vescovo Román Casanova Casanova

## Araldica
| Stemma | Blasonatura |
| ------ | --- |
|        | D'azzurro, alla croce latina ristretta di legno al naturale, accantonata nel 3° da quattro monticelli d'argento, sostenuti dalla montagna di Montserrat di verde uscente dalla punta e nel 4° dal profilo d'oro della costa di Deltebre; il braccio orizzontale della croce sostiene le lettere d'argento IHS, mentre quello verticale è attraversato in capo da un cartiglio d'argento con la scritta INRI maiuscola di nero Come motto ha scelto l'espressione "Amor meus crucifixus est", che significa "Il mio amore è crocifisso", frase attribuita a Sant'Ignazio di Antiochia. Lo stemma è completato con gli ornamenti esterni che sono una croce processionale episcopale d'oro, posta dietro allo scudo e che si estende sopra e sotto lo stesso e un galero, con sei nappe in tre file su entrambi i lati dello scudo. Queste sono le insegne araldiche di un prelato del grado di vescovo come da disposizione della Santa Sede del 31 marzo 1969. |